# Гранитский дуб
Гранитский дуб (болг. Гранитски дъб) — самое старое дерево в Болгарии. Относится к виду дуб черешчатый и находится в деревне Гранит. Один из старейших живых дубов в мире: возраст оценивается примерно в 1650 лет (растёт с 345 г.). Площадь проекции кроны составляла 1017 м², окружность ствола — 7,45 м, а высота — 23,4 м.

## История
В 1967 году дуб объявлен памятником природы Болгарии.
В 1982 году из ствола дерева буравом Пресслера был взят образец, показавший возраст дерева в 1637 лет на тот момент (1674 года в 2020), но с того времени дерево практически полностью засохло. От прежде огромной зеленой кроны к 2011 году остались только высохшие скелетные ветви, поддерживаемые стальными конструкциями, и несколько живых ветвей с восточной стороны.
В 2010 году о дубе снят документальный фильм «Живая вечность» (англ. Live Eternity)
Дуб является главной туристической достопримечательностью в этом районе.

## По состоянию на август 2011

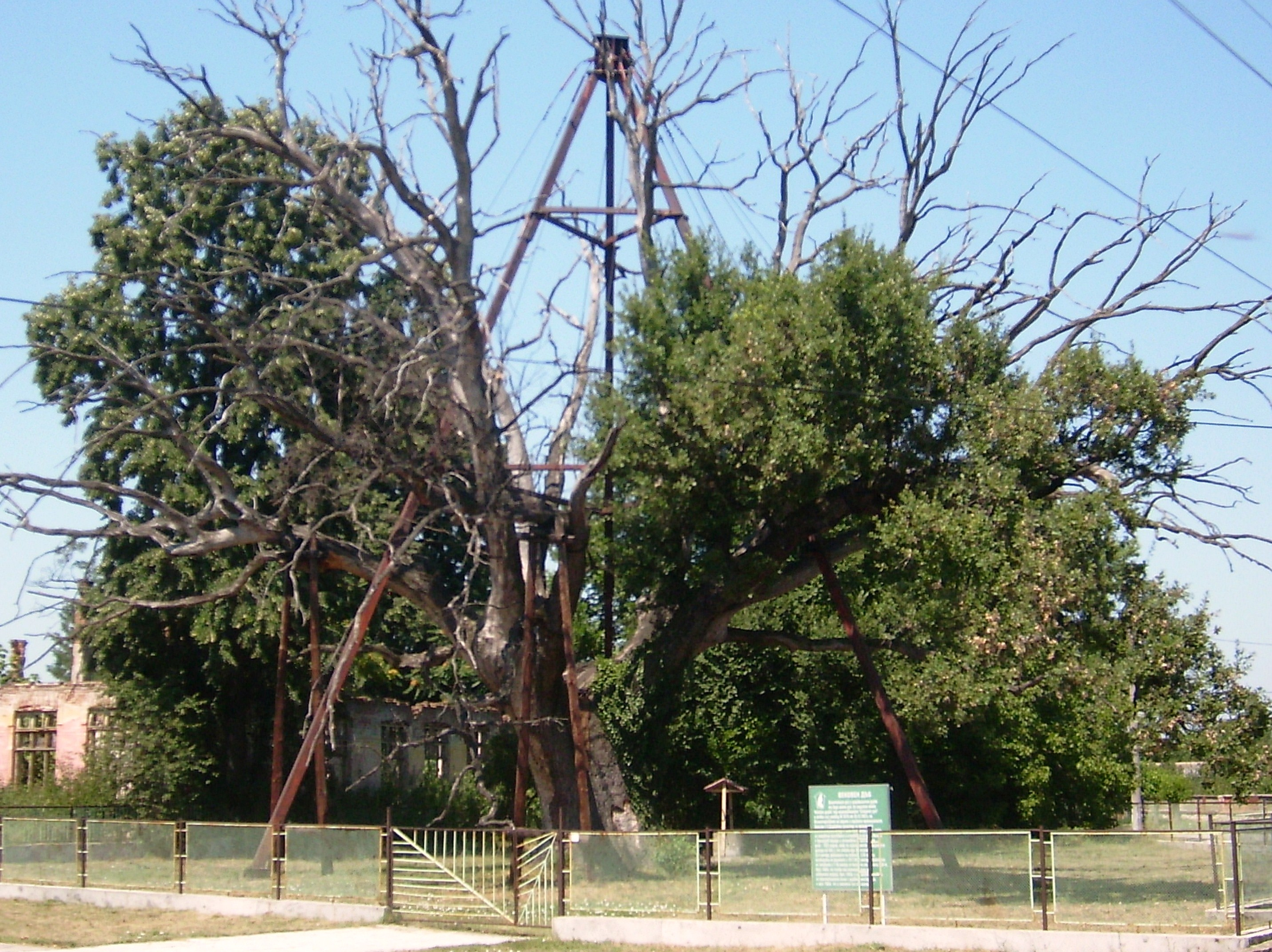
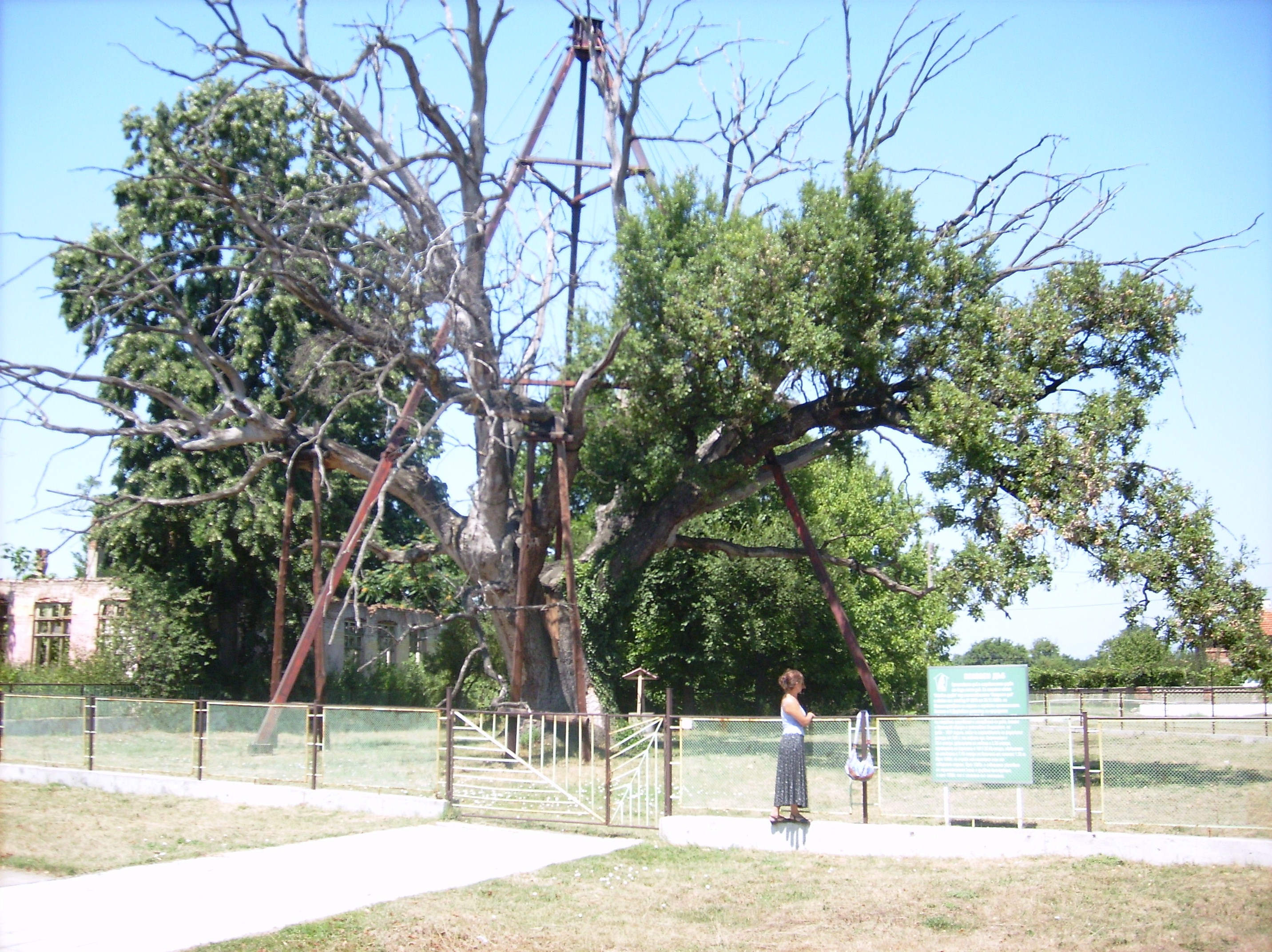
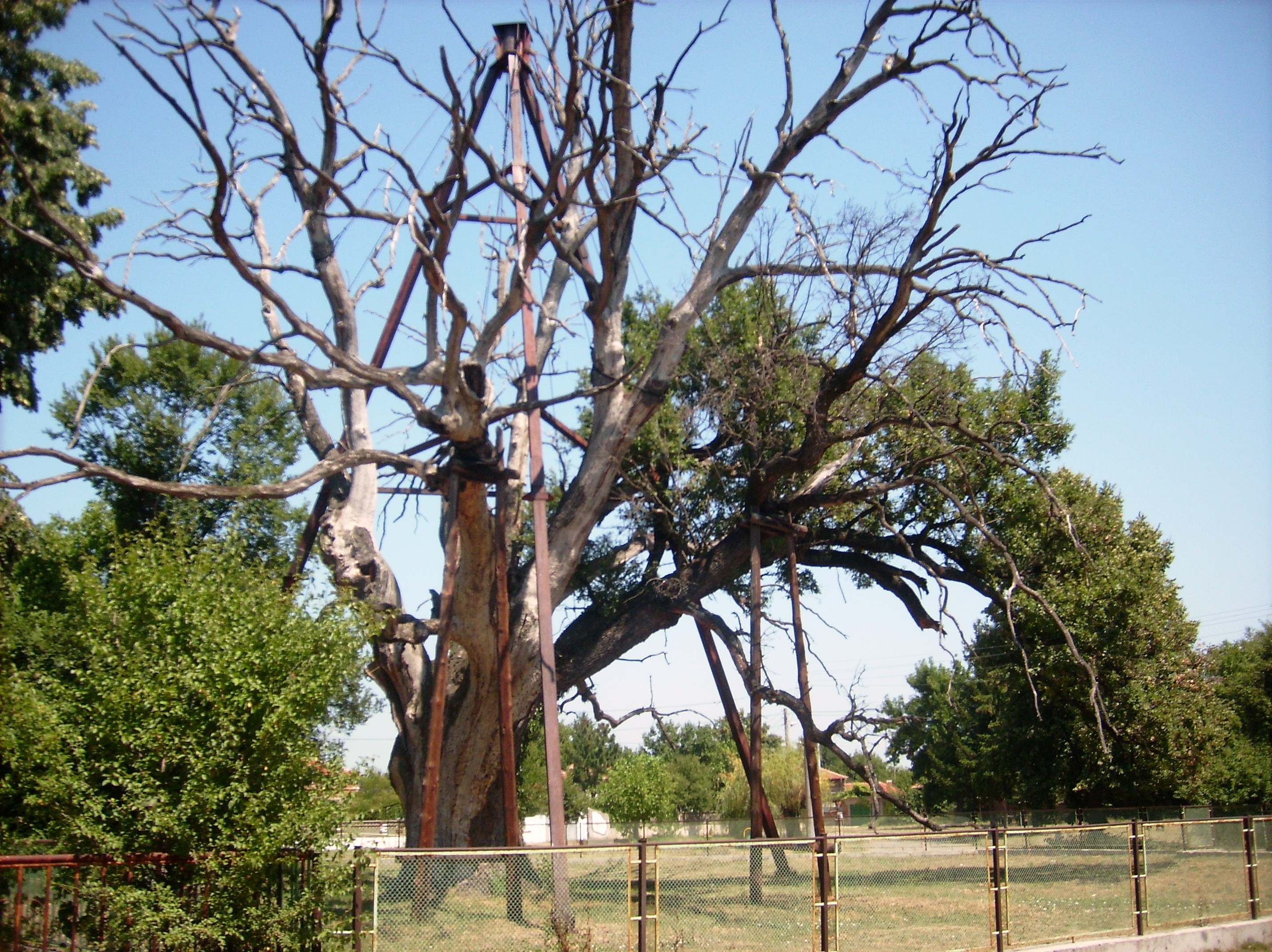
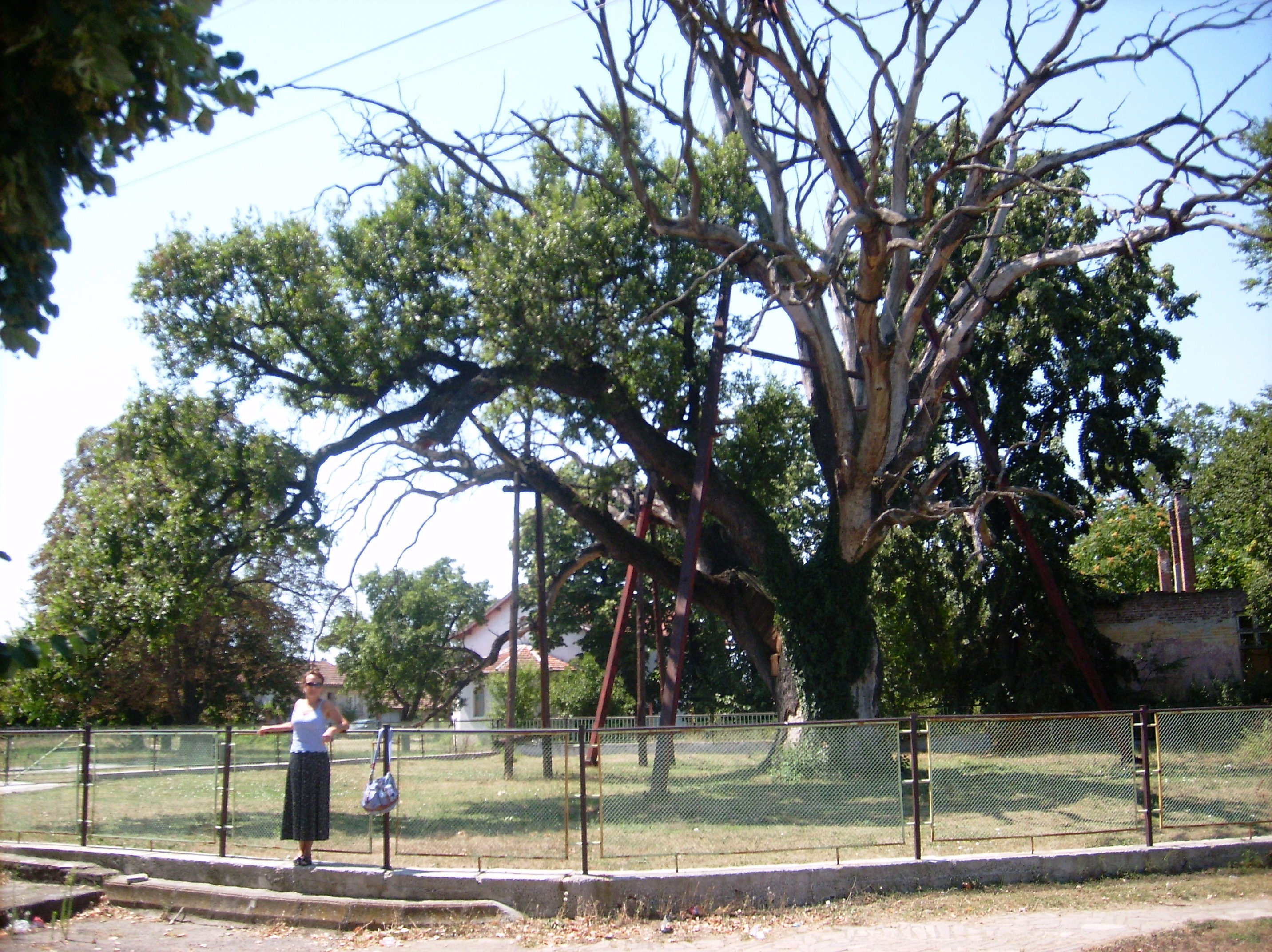